# Euzebiusz Dworkin
Euzebiusz Dworkin (ur. 25 grudnia 1910 w Surażu, zm. 16 marca 1981) – polski dyplomata, oficer Wojska Polskiego. 

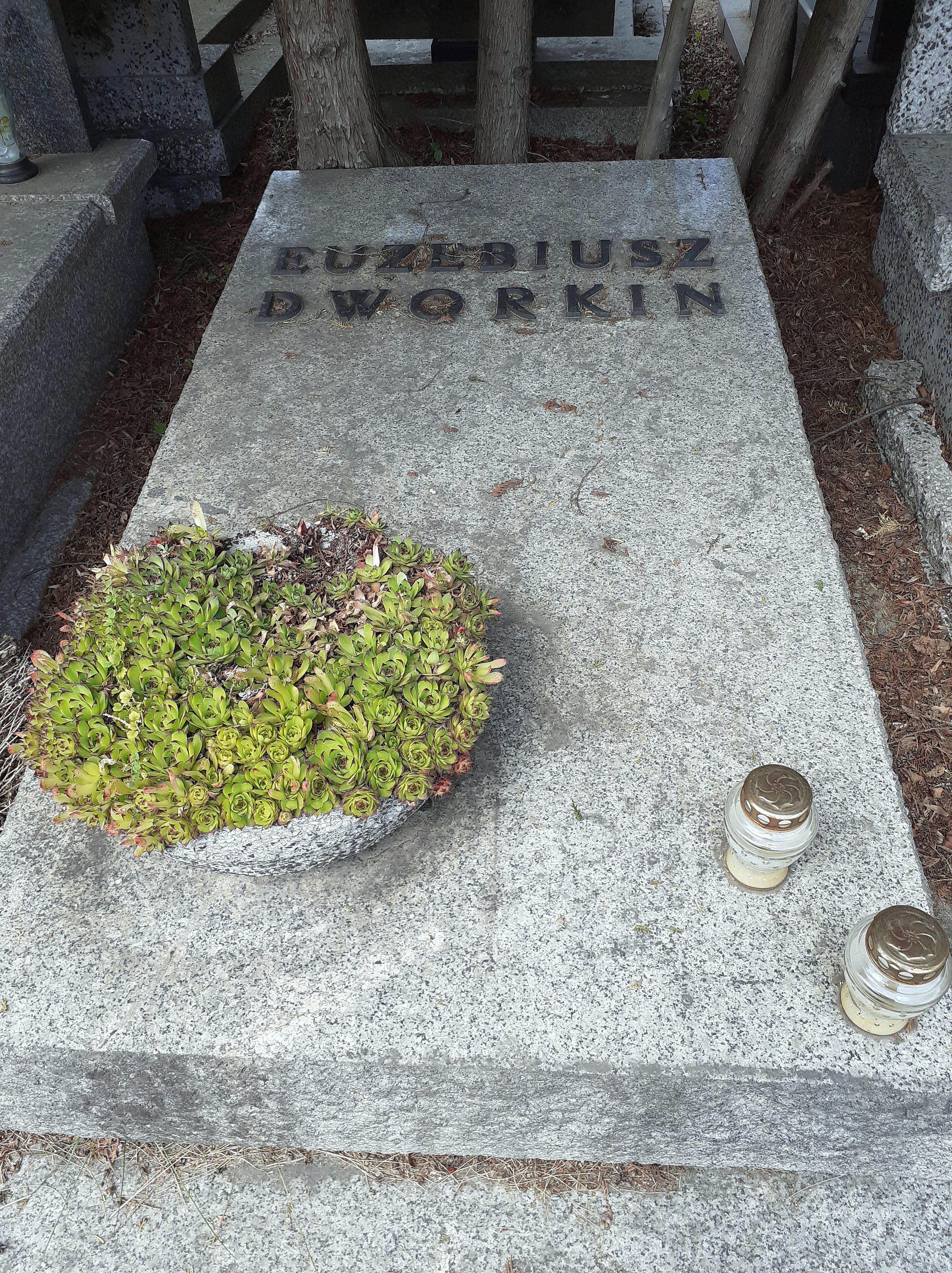
Grób Euzebiusza Dworkina

## Życiorys
Syn Adama i Sary. Podczas II wojny światowej od sierpnia 1943 służył w 1 Korpusie Polskim w ZSRR. Pełnił funkcję szefa Wydziału Zaopatrzenia Technicznego Samodzielnego Batalionu Specjalnego od 8 kwietnia 1944 do 15 listopada 1944. Od 15 czerwca 1944 był szefem Wydziału Wyszkolenia CW WW w Jastkowie. Od 1 marca 1945 był szefem sztabu 3 Brygady WW w Lublinie. Od czerwca do września 1945 pozostawał do dyspozycji Wydziału Personalnego KBW w Warszawie.
Po wojnie podjął służbę w Ministerstwie Spraw Zagranicznych PRL od września 1945. Pełnił funkcję I sekretarza Polskiego Poselstwa w Meksyku od października 1945, w Argentynie od kwietnia 1947 do września 1948, zaś od października 1948 w Brazylii. Sprawował stanowisko przedstawiciela dyplomatycznego PRL w Brazylii jako kierownik placówki w Rio de Janeiro w randze chargé d'affaires ad interim od 1 lutego 1950 do 1 grudnia 1953. Później pozostawał do dyspozycji Departamentu Kadr w stopniu starszego radcy w MSZ. Członek Komitetu POP PZPR przy MSZ w latach 1955–1956.
Zmarł 16 marca 1981. Został pochowany na Cmentarzu Wojskowym na Powązkach w Warszawie] (kwatera D37-6-5).

## Odznaczenia i ordery
- Krzyż Oficerski Orderu Odrodzenia Polski (1951)[3]
- Medal 10-lecia Polski Ludowej (1955)[4]